# Fantôme dans la machine
Le Fantôme dans la machine est une expression de Gilbert Ryle qui désigne de façon critique la conception selon laquelle l'esprit est une entité immatérielle logée dans le corps, conception qu'il attribue à René Descartes. Pour Ryle, au contraire, l'esprit ne diffère pas de l'activité du corps, bien qu'il appartienne à une autre catégorie conceptuelle que celle du corps, ce qui le conduit à une analyse critique du dualisme cartésien. 
Ryle a introduit l'expression de « fantôme dans la machine » dans son livre La Notion d'esprit, en 1949. Ce qu'il vise à travers la métaphore du fantôme est ce qu’il nomme lui-même la « doctrine officielle », doctrine qui serait commune à la philosophie et au sens commun et derrière laquelle on trouverait l’ontologie cartésienne. 

## Erreur de catégorie
Gilbert Ryle affirme que ceux, philosophes ou non, qui croient que l'esprit est quelque chose de distinct du corps font une grave erreur d'un point de vue logique. Pour lui, ce genre d'erreur est « catégoriel » et peut être illustré par l'exemple suivant :
Une personne en visite à l'université d'Oxford qui, ayant fait le tour de tous les bâtiments – la bibliothèque, l'administration, les salles de cours etc. – dirait : « Je vois tous ces bâtiments, mais où se trouve l'université ? » ferait une erreur catégorielle en pensant que l'université d'Oxford se trouve dans la même catégorie que la bibliothèque ou les salles de cours visitées. En effet, il ne comprendrait pas que les bâtiments font partie de l'université qu'il cherche. Et si le visiteur persiste dans sa croyance que l’université désigne un bâtiment particulier sans pouvoir jamais le rencontrer, il pourrait alors en arriver à imaginer que la chose en question est une entité immatérielle.
C’est une erreur analogue, affirme Ryle, qui est à la source du dualisme cartésien. Nous commençons avec l’idée que l'esprit est une entité distincte du corps, mais située quelque part dans le corps. Lorsque nous cherchons à identifier une telle entité à l'intérieur du corps, nous ne parvenons pas à le faire. Nous sommes donc conduits à la décrire comme la négation de la description du corps. Ainsi, nous finissons par concevoir l’esprit comme une entité incorporelle logée dans un corps purement physique : un « fantôme » dans la « machine ». Lorsque nous poussons plus loin l'investigation et que nous cherchons à identifier l'esprit dans le monde, c'est une entité comparable au corps que nous cherchons – quelque chose relevant comme lui des catégories de « substance », d'« attribut », d'« état », de « processus », etc. Nous nous condamnons ainsi à ne le trouver nulle part dans le monde. Puisque le monde est déjà perçu comme matériel, nous sommes amenés là encore à concevoir l'esprit négativement, comme immatériel.

## Béhaviorisme
Le point de vue de Ryle sur l'esprit est une version sophistiquée du béhaviorisme. Contrairement au béhaviorisme de Skinner, par exemple, le béhaviorisme de Ryle ne consiste pas seulement à identifier des comportements mais également des dispositions ou prédispositions au comportement. Selon lui, la seule manière de résoudre le problème corps-esprit est d'exorciser le fantôme dans la machine en identifiant l'esprit à ce genre de dispositions. 
D'après Ryle, lorsque nous disons d'une personne qu'elle a tel désir, telle croyance, telle peine, ou tel autre « état d'esprit », nous ne disons pas qu'il existe quelque chose d'associé à cette personne qui serait son esprit et qui la pousserait à désirer, croire, souffrir, etc. Nous affirmons plutôt que cette personne est disposée à se comporter de telle ou telle façon dans certaines circonstances. 